# Arctonula kunashiri
Arctonula kunashiri är en mossdjursart som först beskrevs av Gontar 1982.  Arctonula kunashiri ingår i släktet Arctonula och familjen Romancheinidae. Inga underarter finns listade i Catalogue of Life.